# 10 копійок «50 років Радянської влади»
50-річчя Радянської влади (рос. 50-летие Советской власти) — мідно-нікелева ювілейна монета СРСР вартістю 10 копійок, випущена 1 жовтня 1967 року. Монета входила до єдиної в своєму роді серії монет, подібної серії в СРСР більше не виходило.

## Тематика
На реверсі монети, на тлі висхідного сонця, було зображено монумент на честь видатних досягнень радянського народу в освоєнні космосу. Цей монумент спорудили поруч з ВДНГ у листопаді 1964 року. Скульптор А. Файдиш-Рандієвський, архітектори М. Барщ і А. Колчін увінчали стометровий обеліск одинадцятиметровою моделлю космічної ракети. П'єдестали були оточені горельєфами, що розповідали про освоєння космічного простору.

## Історія
У 1967 році було випущено серію ювілейних монет номіналом у 10, 15, 20, 50 копійок і 1 карбованець, присвячених Жовтневій революції 1917 року. Зображення цієї монети в 1 карбованець було аналогічним зображенню монети з цієї серії номіналом 50 копійок. Монети цієї серії карбувалися на Ленінградському монетному дворі (ЛМД). Ювілейні монети присвячені Жовтневій революції карбувалися у СРСР також у 1977 і 1987 роках.

## Опис та характеристики монети
| Номінал коп. | Метал                 | Маса (гр) | Діаметр (мм) | Товщина (мм) | Гурт                   | Тираж штук                |
| ------------ | --------------------- | --------- | ------------ | ------------ | ---------------------- | ------------------------- |
| 10           | мідно-нікелевий сплав | 2,05      | 17,2         | 1,3          | рубчастий (99 рифлень) | 50,000,000 211,250 (пруф) |

### Аверс
Ліворуч розміщено герб, від нього відходять 38 ліній, уподібленних сонячним променям. Праворуч уздовж буртика — слід ракети, розміщеної вгорі і дати «1917», «1967».

### Реверс
Зображення монумента «Підкорювачі космосу» на тлі висхідного сонця, від якого відходять 27 променів.

### Гурт
Рубчастий (99 рифлень).

## Автори
- Художник: Ю. А. Лук'янов
- Скульптор: І. С. Комшилов